# Index-Alexia Alluminio
La Index-Alexia Alluminio, nota in precedenza solo come Alexia Alluminio, era una squadra maschile italiana di ciclismo su strada, attiva tra i professionisti dal 2000 al 2002.

## Storia
Lo sponsor principale della squadra fu la Alexia Alluminio, trafileria di Gordona (Provincia di Sondrio), già attiva nel mondo del ciclismo come sponsor secondario della Cantina Tollo nel 1998 e 1999. La formazione, di matrice italiana, fu guidata da Giuseppe Petito (2000) e Giovanni Fidanza (2001 e 2002)
Il principale successo della squadra arrivò con la vittoria del Giro d'Italia 2002 con Paolo Savoldelli; altri successi di rilievo arrivarono grazie a Ivan Quaranta, vincitore di due tappe al Giro d'Italia 2001, e a Daniele Galli, vincitore di una frazione al Giro della Liguria 2001.

## Cronistoria

### Annuario
| Anno | Codice | Nome                   | Cat. | Biciclette   | Dirigenza                                                                                |
| ---- | ------ | ---------------------- | ---- | ------------ | ---------------------------------------------------------------------------------------- |
| 2000 | ALA    | Alexia Alluminio       | GSII | Gios         | Manager: Pietro Pedruzzi, Leonardo Levati Dir. sportivi: Giuseppe Petito                 |
| 2001 | ALA    | Alexia Alluminio       | GSII | Gios         | Manager: Leonardo Levati, Idalgo Ghetti Dir. sportivi: Giovanni Fidanza                  |
| 2002 | INA    | Index-Alexia Alluminio | GSI  | Fausto Coppi | Manager: Leonardo Levati, Pietro Pedruzzi Dir. sportivi: Giovanni Fidanza, Ennio Vanotti |

### Classifiche UCI
| Anno | Classifica | Pos. | Migliore cl. individuale |
| ---- | ---------- | ---- | ------------------------ |
| 2000 | GSII       | 29º  | Dario Andriotto (390º)   |
| 2001 | GSII       | 20º  | Ivan Quaranta (190º)     |
| 2002 | GSI        | 28º  | Paolo Savoldelli (24º)   |

## Palmarès

### Grandi Giri
- Giro d'Italia

Partecipazioni: 2 (2001, 2002)
Vittorie di tappa: 2
2001: 2 (2 Ivan Quaranta)
Vittorie finali: 1
2002 (Paolo Savoldelli)
Altre classifiche: 0
- Tour de France

Partecipazioni: 0
- Vuelta a España

Partecipazioni: 0

### Campionati nazionali
- Campionati ucraini: 1

2002 (Serhij Ušakov)